# Diproctacanthus xanthurus
Diproctacanthus xanthurus - gatunek ryby z rodziny wargaczowatych, jedyny przedstawiciel rodzaju Diproctacanthus. Bywa hodowana w akwariach morskich.

## Występowanie
Rafy koralowe Oceanu Spokojnego - Filipiny, Indonezja, Nowa Gwinea i Wielka Rafa Koralowa.

## Opis
Osiąga do 10 cm długości.